# Örkyttjärnen (Glava socken, Värmland)
Örkyttjärnen är en sjö i Arvika kommun i Värmland och ingår i Göta älvs huvudavrinningsområde.